# Elektronska mikroskopija
Elektronska mikroskopija je vrsta mikroskopije koja za stvaranje slike koristi snop elektrona. U transmisijskoj elektronskoj mikroskopiji snop elektrona prolazi kroz uzorak obojen teškim metalima. U pretražnoj (engl. scanning) elektronskoj mikroskopiji analiziraju se elektroni koji se odbijaju od površine i tako se dobiva trodimenzionalna slika.

## Elektronska optika
Elektronska optika je grana fizike koja se bavi upravljanjem snopom elektrona s pomoću električnoga i magnetskoga polja te konstrukcijom elektroničkih uređaja poput optičkih. Djelovanje tih polja na elektronski snop na maloj udaljenosti od njihovih osi slično je djelovanju optičkih leća, zrcala i prizmi na snop svjetlosti.

### Elektronska leća
Elektronska leća može biti ostvarena električnim poljem (elektrostatska leća) ili magnetskim poljem (magnetska leća). Elektrostatska leća sastoji se od elektroda različita električnoga potencijala, među kojima se stvara električno polje. Magnetska leća najčešće sadrži električnu zavojnicu unutar metalnog omotača s procjepom, duž kojega nastaje magnetsko polje. Promjenom jakosti električnog, odnosno magnetskog polja moguće je mijenjati žarišnu daljinu rotacijskosimetričnih elektronskih leća te njihov učinak na snop elektrona u rasponu od divergencijskog do konvergencijskoga. Žarišne daljine manje od 1 mm moguće je ostvariti jedino magnetskim lećama, pa one prevladavaju u pojedinim uređajima, na primjer u elektronskome mikroskopu.

#### Magnetska leća
Magnetska leća se sastoji od električne zavojnice sa stanovitim brojem zavoja kroz koje protječe električna struja određene jakosti. O dimenzijama ove zavojnice, njezinom obliku i broju zavoja ovisi žarišna duljina. Kroz zavojnicu prolazi snop divergentnih zraka iz izvora A. Elektroni će zbog djelovanja magnetskog polja na električni vodič opisivati zavojitu stazu koja će se savijati sve više prema osi magnetske leće. Zbog toga nastaje fokusiranje, pa se u točki B dobiva slika izvora A. Zbog toga nastaje fokusiranje, pa se u točki B dobiva slika izvora A. Odatle vidimo da i magnetska leća ima svojstva sabirne leće. 

### Elektronsko zrcalo
Elektronsko zrcalo je plošna elektroda negativnog potencijala, koja snop elektrona reflektira i pritom ga skuplja ili širi, što ovisi o zakrivljenosti njezina polja.

### Elektronska prizma
Elektronska prizma stvara električno polje kojim se elektroni različitih brzina različito zakreću, što je analogno disperziji svjetlosti pri prolasku kroz staklenu prizmu.

## Način rada
S optičkim mikroskopom koji se osniva na običnoj svjetlosti ne mogu se vidjeti predmeti čija je duljina manja od valne duljine upotrijebljene svjetlosti. Pri tom povećanje optičke leće može biti bilo kako veliko, ali mi predmet ipak ne možemo vidjeti. Dakle, rastvorna snaga (razlučivost) optičkog mikroskopa ograničena je valnom duljinom svjetlosti. Rastvorna snaga mikroskopa je najmanji razmak između dviju čestica, od kojih objektiv mikroskopa daje za svaku posebnu sliku tako da se ne slijevaju zajedno. Ova je činjenica dala osnovu da se katodne zrake, to jest roj elektrona koji je znatno manje valne duljine, upotrijebi za izgradnju elektronskog mikroskopa. Pokusi su naime pokazali da se elektroni određene brzine odnosno energije vladaju kao valovi određene valne duljine, te da mogu interferirati. Također se pokazalo da se svi elektroni koji izlaze iz jedne točke, a prolaze uzduž jedne električne zavojnice, opet sastaju u jednoj točki. Ta činjenice je omogućila stvaranje elektronske optike. Elektronska optika sastoji se od elektronske leće koje mogu biti magnetske i elektrostatske. U donjem dijelu leće silnice se razilaze od osi, pa bi ovdje trebalo da nastane divergencija elektronskog snopa. Budući da sada elektroni imaju veću brzinu zbog prijeđenog električnog napona od 4 000 V, njihovo je rasturanje od osi manje. Drugim riječima, nastaje konvergencija elektronskih zraka, pa elektrostatska leća djeluje kao sabirna leća.
Prema vrsti leća razlikujemo uglavnom magnetske i elektrostatske mikroskope. Kod elektronskog mikroskopa s magnetskim lećama kao izvor svjetlosti upotrebljava se katodna cijev, pa se elektronski snop koncentrira na predmet pomoću prve magnetske leće. Druga magnetska leća daje uvećanu sliku predmeta koju ponovo povećava treća magnetska ili projektorska leća. Pritom put, kojim prolaze elektroni mora biti vakuum. Tlak u mikroskopu iznosi oko 10-6 bara. Slika predmeta se dobije na fluorescentnom zastoru ili na fotografskoj ploči. Snaga elektronskog mikroskopa, to jest njegova rastvorna moć ovisi o primijenjenom električnom naponu koji obično iznosi od 20 do 50 kV. 
To znači da je zapravo povećanje elektronskog mikroskopa neograničeno. Potrebno je samo povećati brzinu elektrona, to jest skratiti njihovu valnu duljinu. To se pak postiže povećanjem napona između katode i anode u izvoru elektrona. Danas se grade elektronski mikroskopi za povećanje i preko 30 000 puta.